# Томи Совиљ и његове силуете
Томи Совиљ и његове силуете био је југословенски и српски рок бенд из Београда. Познати су као једни од пионира југословенске рок сцене. Бенд је деловао од 1964. до 1970. године, а објавили су два мини-албума.

## Историјат
Вокалиста Томислав Томи Совиљ рођен је 1941. године у Београду. Музичку каријеру започео је 1963. године на забавама које је организовао бенд Златни дечаци. На јесен исте године постао је члан групе Силуете, али је средином 1964. године напустио састав и формирао нови који се такође звао Силуете. Једно време су те две групе радиле под истим именом, а случај је решен након судске пресуде, када је Совиљ изгубио право на коришћење имена. Након тога Томислав је групу назвао Томи Совиљ и његове силуете. У то време чланови бенда били су Слободан Саничанин (гитара), Бранислав Ракочевић (бас) и Ђино Маљоковић (бубњеви). Касније су чланови бенда били и Борислав Ђурковић (гитара), Боба Воратовић (бас) и Хамадија Владовић (бубњеви). Захваљујући актрактивним наступима били су једни од најпопуларнијих бендова за свирке уживо у Београду, често наступали у београдском хотелу „Мажестик” и у кафе бару „Теразије”.
Године 1966. група је објавила дебитантски мини-албум Вуле буле за издавачку кућу Дискос, где су се налазила песме Вуле буле, Хеј, о Слупи, Џини Џини и песма За један часак радости коју је написао Дарко Краљић. Издање је продато у више од педесет хиљада примерака, па је добило етикету сребрне плоче. Током јесени 1966. године Томислав је отишао на одслужење војног рока, а привремено га је заменио бивши члан бенда Јуниори, Душан Прелевић Преле. По повратку из војске, бенд је објавио други ЕП под називом Стој Џони, који је такође продат у великом броју и добио етикету сребрна плоча. Након тога популарност бенда је полако опадала, а Совиљ га је распустио 1970. године.

## Након распуштања бенда
Након распуштања бенда, Томислав Совиљ је снимио соло сингл Нојева барка, са песмом Плава песма, који је Дискос објавио 1970. године. Након тога преселио се у Сједињене Државе где је наступао по локалним клубовима. Његова последња снимљена песма је Весели вод, објављена на компилацијском албуму војне музике Кад труба зове, који је 1974. године објавио ПГП РТБ. Последњи наступ уживо имао је на Рок концерту наше младости одржаном у београдском Дому синдиката у децембру 1985. године. Након тога преселио се у Швајцарску.

## Наслеђе
Песму групе Тома Совиљ и његове силуете под називом Стој џони, обрадио је српски гаражни рок/панк рок бенд Партибрејкерси, на њиховом албуму Партибрејкерс I, 1985. године. У фебруару 1992. године на концерту Партибрејкерса у Дому омладине Београда појавио се Џони Деп и са својим бендом извео песму Стој Џони. Песму Вуле буле обрадила је српска алтернативна рок група Бјесови, на њиховом деби албуму У освит задњег дана из 1991. године.
Песме Стој Џони и Вуле буле нашле су се на компилацији под називом Кад је рок био млад, за коју су изабрани снимци пионирских југословенских рок бендова. Компилацију је објавила Кроација рекордс 2005. године.